# Cardiocondyla batesii
Cardiocondyla batesii är en myrart som beskrevs av Auguste-Henri Forel 1894. Cardiocondyla batesii ingår i släktet Cardiocondyla och familjen myror. Inga underarter finns listade.